# 1745
| [ Edytuj tabelę ]              | |
| Król Polski                    | - 1733 August III Sas 1763 |
| Współksiążęta Andory           | - 1738 Jordi Curado y Torreblanca 1747 - 1715 Ludwik XV 1774                                                                                   |
| Elektor Bawarii                | - 1726 Karol Albert 1745 - 1745 Maksymilian III Józef 1777                                                                                     |
| Sułtan Brunei                  | - 1730 Muhammad Alauddin 1745 - 1745 Hussin Kamaluddin 1762                                                                                    |
| Cesarz Chin                    | - 1735 Qianlong 1796 |
| Król Czech                     | - 1743 Maria Teresa 1780 |
| Król Danii                     | - 1730 Chrystian VI 1746 |
| Dalajlama                      | - 1708 Kelzang Gjaco 1757 |
| Cesarz Etiopii                 | - 1730 Ijasu II 1755 |
| Król Francji                   | - 1715 Ludwik XV 1774 |
| Król Hiszpanii                 | - 1724 Filip V 1746 |
| Landgraf Hesji-Kassel          | - 1730 Fryderyk I Heski 1751 |
| Stadhouder Holandii            | - 1702 drugi okres bez stadhoudera 1747 |
| Szach Iranu                    | - 1736 Nadir Szah Afszar 1747 |
| Państwo Wielkich Mogołów       | - 1720 Mohammed Szah 1748 |
| Król Irlandii                  | - 1727 Jerzy II Hanowerski 1760 |
| Cesarz Japonii                 | - 1735 Sakuramachi 1747 |
| Kalif                          | - 1736 Mahmud I 1754 |
| Patriarcha Konstantynopola     | - 1744 Paisjusz II 1748 |
| Władca Korei                   | - 1724 Yŏngjo 1776 |
| Książę Liechtensteinu          | - 1732 Józef Wacław 1745 - 1745 Jan Nepomucen Karol 1748                                                                                       |
| Sułtan Maroka                  | - 1740 Abdullah ibn Ismail 1745 - 1745 Zajn al-Abidin 1745 - 1745 Abdullah ibn Ismail 1757                                                     |
| Książę Monako                  | - 1733 Honoriusz III 1793 |
| Król Nawarry                   | - 1710 Ludwik XV 1774 |
| Król Norwegii                  | - 1730 Chrystian VI 1746 |
| Sułtan Omanu                   | - 1743 Balarab ibn Himjar ibn Sultan 1749 |
| Elektor Palatynatu             | - 1742 Karol IV Teodor 1799 |
| Papież                         | - 1740 Benedykt XIV 1758 |
| Książę Parmy i Piacenzy        | - 1740 Maria Teresa 1748 |
| Król Portugalii                | - 1706 Jan V 1750 |
| Król w Prusach                 | - 1740 Fryderyk II Wielki 1772 |
| Car Rosji                      | - 1741 Elżbieta 1762 |
| Cesarz Rzymski (niemiecki)     | - 1742 Karol VII Bawarski 1745 - 1745 Franciszek I Lotaryński 1765                                                                             |
| Kapitanowie Regenci San Marino | - 1744 Giovanni Maria Giangi Vincenzo Moracci 1745 - 1745 Giambattista Zampini] Pompeo Zoli 1745 - 1745 Girolamo Gozi Tommaso Capicchioni 1746 |
| Elektor Saksonii               | - 1733 Fryderyk August II (król Polski) 1763                                                                                                   |
| Król Sardynii                  | - 1730 Karol Emanuel III 1773 |
| Król Szwecji                   | - 1720 Fryderyk I Heski 1751 |
| Król Tajlandii                 | - 1733 Boromma Kot 1758 |
| Sułtan Turków                  | - 1730 Mahmud I 1754 |
| Doża Wenecji                   | - 1741 Pietro Grimani 1752 |
| Król Węgier                    | - 1740 Maria Teresa 1780 |
| Monarcha Wielkiej Brytanii     | - 1727 Jerzy II 1760 |
| Premier Wielkiej Brytanii      | - 1743 Henry Pelham 1754 |

Rok 1745 / MDCCXLV
stulecia: XVII wiek ~
XVIII wiek ~
XIX wiek

lata: 1735 «
1740 «
1741 «
1742 «
1743 «
1744 «
1745
» 1746
» 1747
» 1748
» 1749
» 1750
» 1755

## Wydarzenia w Polsce
- 8 stycznia – w Warszawie podpisano międzynarodowy traktat sojuszniczy, skierowany przeciwko Prusom.
- 14 marca – w warszawskim kościele Świętego Krzyża odbył się chrzest Kazimierza Pułaskiego.
- 4 czerwca – Fryderyk II odnosi spektakularne zwycięstwo w drugiej wojnie śląskiej (Bitwa pod Dobromierzem).
- 11 października – Ewald Jürgen Georg von Kleist zaprezentował w Kamieniu Pomorskim działanie butelki lejdejskiej, jako jeden z dwóch niezależnych jej odkrywców, obok Holendra Pietera van Musschenbroeka.
- 23 listopada – II wojna śląska: oddziały pruskie zaskoczyły i rozbiły wojska saskie stacjonujące w Henrykowie Lubańskim (niem. Katholisch Hennersdorf).
- 15 grudnia – wojna o sukcesję austriacką: miała miejsce bitwa pod Kotliskami.

- Jan Klemens Branicki założył w Białymstoku pierwszą w Polsce uczelnię wojskową – Wojskową Szkołę Budownictwa i Inżynierii.

## Wydarzenia na świecie
- 18 lutego – założono miasto Solo na Jawie (dziś Surakarta).
- 15 kwietnia – wojna o sukcesję austriacką: zwycięstwo Austriaków nad wojskami francusko-bawarsko-palatyńskimi w bitwie pod Pfaffenhofen.
- 20 kwietnia – ścięto Simona Frazera, szkockiego szlachcica skazanego na śmierć za spiskowanie przeciw Jerzemu II, królowi Anglii.
- 11 maja
  - podczas wojny o austriacką sukcesję, Francuska armia dowodzona przez Maurycego Saskiego (syna polskiego króla Augusta II), odniosła zwycięstwo w bitwie pod Fontenoy nad oddziałami austriacko-angielsko-holenderskimi.
  - wojna króla Jerzego: milicja z Nowej Anglii i flota angielska rozpoczęły oblężenie francuskiej twierdzy Louisbourg w Nowej Szkocji.
- 26 lipca – w Anglii odbył się pierwszy kobiecy mecz krykietowy.
- 19 sierpnia – początek ostatniego powstania szkockiego jakobitów w Glenfinnan.
- 12 września – Franciszek I Lotaryński, za wsparciem swej żony Marii Teresy Habsburg, zostaje wybrany na cesarza rzymskiego.
- 14 września – Madame Pompadour została oficjalnie zaprezentowana na dworze Ludwika XV króla Francji.
- 21 września – II powstanie jakobickie: angielskie oddziały zostają pobite przez powstańców szkockich w bitwie pod Prestonpans.
- 30 września – wojny śląskie: stoczono bitwę pod Soor.
- 4 października – Franciszek I Lotaryński został koronowany na cesarza rzymskiego.
- 15 grudnia – Fryderyk II wtargnął do Saksonii i pobił Augusta III pod Kesseldorfem.
- 19 grudnia – II powstanie jakobickie: zwycięstwo szkockich powstańców w bitwie pod Clifton Moor.
- 25 grudnia – podpisanie pokoju w Dreźnie – po drugiej wojnie śląskiej, Śląsk przechodzi w ręce Prus.
- 30 grudnia – II powstanie jakobickie: kapitulacja szkockich powstańców podczas drugiego oblężenia Carlisle.

- We Francji wykonano ostatnią egzekucję kobiety skazanej w procesie o czary.
- Przez pięć dni pożar trawił budynki w Stambule.

## Urodzili się
- 1 stycznia:
  - Wincenty Maria Strambi, włoski biskup, pasjonista, święty (zm. 1824)
  - Anthony Wayne, amerykański polityk i żołnierz (zm. 1796)
- 6 stycznia – Jacques Étienne Montgolfier, francuski wynalazca, który wraz ze swym bratem zbudował pierwszy udany balon napełniany gorącym powietrzem (zm. 1799)
- 7 stycznia – Johan Christian Fabricius, duński entomolog, arachnolog i ekonomista (zm. 1808)
- 9 stycznia – Caleb Strong, amerykański prawnik, polityk, senator ze stanu Massachusetts (zm. 1819)
- 28 stycznia – Andrzej Rostworowski, polski hrabia, polityk (zm. 1831)
- 6 lutego – Fryderyk Cabrit, polski bankier (zm. 1801)
- 18 lutego – Alessandro Volta, włoski pionier badań nad elektrycznością (zm. 1827)
- 10 lutego – Levin August von Bennigsen, rosyjski generał w czasie wojen napoleońskic (zm. 1826)
- 24 lutego – Fiodor Uszakow, rosyjski admirał (zm. 1817)
- 6 marca – Kazimierz Pułaski, marszałek konfederacji barskiej, generał w wojnie o niepodległość USA (zm. 1779 z ran odniesionych w bitwie pod Savannah)
- 9 marca – Antoine Quinquet, francuski farmaceuta i aptekarz, twórca lampy kinkietu (zm. 1803)
- 19 marca – Johann Peter Frank, austriacki lekarz (zm. 1821)
- 2 kwietnia – Richard Bassett, amerykański prawnik, polityk, senator ze stanu Delaware (zm. 1815)
- 20 kwietnia – Philippe Pinel, francuski lekarz, przedstawiciel idei oświecenia, uważany za twórcę nowoczesnej psychiatrii (zm. 1826)
- 29 kwietnia – Oliver Ellsworth, amerykański prawnik, polityk, prezes Sądu Najwyższego (zm. 1807)
- 24 maja – Frederick Berkeley, 5. hrabia Berkeley, brytyjski arystokrata (zm. 1810)
- 8 czerwca – Caspar Wessel, norwesko-duński matematyk (zm. 1818)
- 14 czerwca – Antoni Gołaszewski, polski duchowny katolicki, biskup przemyski (zm. 1824)
- 2 lipca – András Cházár, węgierski prawnik i społecznik (zm. 1816)
- 15 lipca – Jan Piotr Norblin, malarz, rysownik i grafik pochodzenia francuskiego, jeden z najważniejszych malarzy okresu stanisławowskiego (zm. 1830)
- 17 lipca – Timothy Pickering, amerykański prawnik, polityk, senator ze stanu Massachusetts (zm. 1829)
- 30 sierpnia – Johann Hieronymus Schröter, niemiecki prawnik, urzędnik i astronom (zm. 1816)
- 16 września – Michaił Kutuzow, generał feldmarszałek rosyjski (zm. 1813)
- 30 września – Claude-Louis de La Châtre, arystokrata francuski, marszałek polowy Francji (zm. 1824)
- 6 października – Franciszek Smuglewicz, polski malarz i rysownik (zm. 1807)
- 27 października – Maksym Berezowski, ukraiński kompozytor (zm. 1777)
- 15 listopada – Salomon Leclerc, francuski lasalinin, męczennik, święty katolicki (zm. 1792)
- 24 listopada – Maria Ludwika Burbon, cesarzowa, królowa Czech i Węgier (zm. 1792)
- 29 listopada – Jonathan Elmer, amerykański lekarz, prawnik, wojskowy, polityk, senator ze stanu New Jersey (zm. 1817)
- 16 grudnia – Philipp Karl von Alvensleben, pruski minister, prawnik, dyplomata i polityk (zm. 1802)
- 24 grudnia – William Paterson, amerykański prawnik, polityk, senator ze stanu New Jersey (zm. 1806)

- data dzienna nieznana: 
  - Antoni Barabasch, rzeźbiarz raciborski (zm. po 1821)
  - Antoni Gołaszewski, polski duchowny katolicki, biskup przemyski (zm. 1824)
  - Jakub Izaak Horowic, chasydzki rabin, cadyk, przywódca ruchu chasydzkiego (zm. 1815)
  - Samuel Korsak, pułkownik husarski wojsk litewskich, członek Komisji Skarbowej Rzeczypospolitej Obojga Narodów (zm. 1794)
  - Henry Mackenzie, szkocki prozaik, poeta, dramaturg i wydawca (zm. 1831)
  - Wasilij Popow) (ros. Василий Степанович Попов), wojskowy i polityk rosyjski (zm. 1822)
  - Ignacy Wyssogota Zakrzewski, pierwszy prezydent Warszawy (zm. 1802)

## Zmarli
- 20 stycznia – Karol VII Bawarski, cesarz rzymsko-niemiecki (ur. 1697)
- 22 stycznia
  - Franciszek Gil de Frederich, hiszpański dominikanin, misjonarz, męczennik, święty katolicki (ur. 1702)
  - Mateusz Alonso de Leciniana, hiszpański dominikanin, misjonarz, męczennik, święty katolicki (ur. 1702)
- 18 marca – Robert Walpole, angielski polityk (ur. 1676)
- 11 sierpnia – Adam Horatio Casparini, organmistrz niemiecki (ur. 1674)
- 14 września – Marcin Altomonte, malarz pochodzenia włoskiego, działający w Polsce i Austrii (ur. 1657)
- 19 października – Jonathan Swift, pisarz angielski pochodzenia irlandzkiego, autor Podróży Guliwera (ur. 1667)
- 8 listopada – Maria Krucyfiksa Satellico, włoska klaryska, błogosławiona katolicka (ur. 1706)
- 16 listopada – Johann Lucas von Hildebrandt, austriacki architekt (ur. 1668)

## Święta ruchome
- Tłusty czwartek: 25 lutego
- Ostatki: 2 marca
- Popielec: 3 marca
- Niedziela Palmowa: 11 kwietnia
- Wielki Czwartek: 15 kwietnia
- Wielki Piątek: 16 kwietnia
- Wielka Sobota: 17 kwietnia
- Wielkanoc: 18 kwietnia
- Poniedziałek Wielkanocny: 19 kwietnia
- Wniebowstąpienie Pańskie: 27 maja
- Zesłanie Ducha Świętego: 6 czerwca
- Boże Ciało: 17 czerwca